# Blue Café
Blue Café – polski zespół muzyczny, założony w 1998 w Łodzi przez Pawła Ruraka-Sokala. Wykonuje muzykę pop z elementami acid jazzu, funky, soulu i rytmów latynoskich.

## Historia

### 1998–2004: Działalność z Tatianą Okupnik
Na początku istnienia zespołu Paweł Rurak-Sokal, lider, klawiszowiec, kompozytor i aranżer utworów, zaprosił do współpracy wokalistkę Tatianę Okupnik oraz gitarzystkę Violę Danel (Sztendel). W tym czasie z formacją grali także: Marcin Fidos (kontrabas), Leszek Sokołowski (gitara), Kamil Bilski (saksofon altowy), Szymon Żmudziński (trąbka), Michał Niewiadomski (puzon), Ryszard „Kartn3y” Idziak (perkusja). W sierpniu 2001 wydali pierwszy singel, „Español”. Opublikowana w 2002 piosenka „Kochamy siebie...” stała się ogólnopolskim przebojem, a debiutancki album pt. Fanaberia zwrócił uwagę słuchaczy i krytyków. Zespół otrzymał wówczas nagrodę Fryderyka w kategorii Nowa Twarz Fonografii. W tym samym roku wydali także single „Łap mnie bejbe” i „I’ll Be Waiting”.

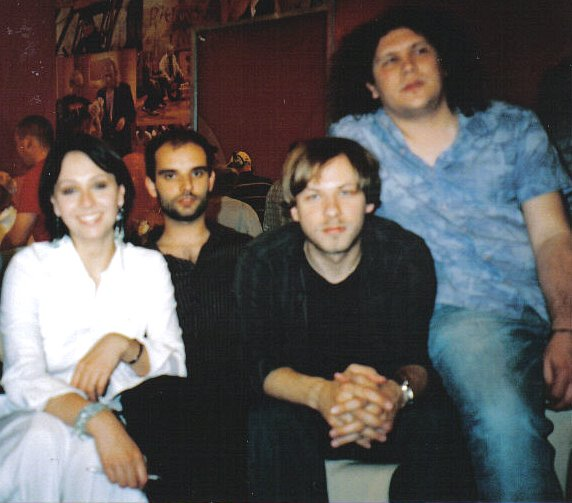
Blue Café z Tatianą Okupnik

W 2003 zaprezentowali reedycję krążka, który uzyskał status platynowej płyty w kraju, a także wzięli udział w krajowych eliminacjach do 48. Konkursu Piosenki Eurowizji z utworem „You May Be in Love”, z którym zajęła 3. miejsce. Po udziale w selekcjach piosenka stała się przebojem w kraju i przyniosła zespołowi ogólnopolską popularność. W 2004 numer został wykorzystany w oficjalnej ścieżce dźwiękowej filmu Nigdy w życiu w reżyserii Ryszarda Zatorskiego. W czerwcu 2003 wystartowali w XL Krajowym Festiwalu Piosenki Polskiej w Opolu z utworem „Do nieba, do piekła”, za który otrzymali główną nagrodę od komisji jurorskiej. Kompozycja uznawana była za najpopularniejsze nagranie w dorobku zespołu, tuż obok singla „You May Be in Love”.
Jesienią 2003 wydali drugi album studyjny pt. Demi-sec, promowany singlem „Love Song”, z którym zwyciężyli w finale krajowych eliminacji do 49. Konkursu Piosenki Eurowizji odbywającego się w Stambule w 2004, wygrywając tym samym możliwość reprezentowania Polski podczas konkursu. Dzięki zajęciu miejsca w pierwszej dziesiątce przez zespół Ich Troje podczas konkursu w 2003, Blue Café miał zapewniony miejsce w stawce finałowej kolejnego widowiska. 15 maja wystąpili z 19. numerem startowym i zajęli 17. miejsce w ogólnej klasyfikacji. Występ wywołał kontrowersje w Polsce, zwłaszcza czarna, prześwitująca sukienka, w której wystąpiła Tatiana Okupnik.

### Od 2005: Działalność z Dominiką Gawęda

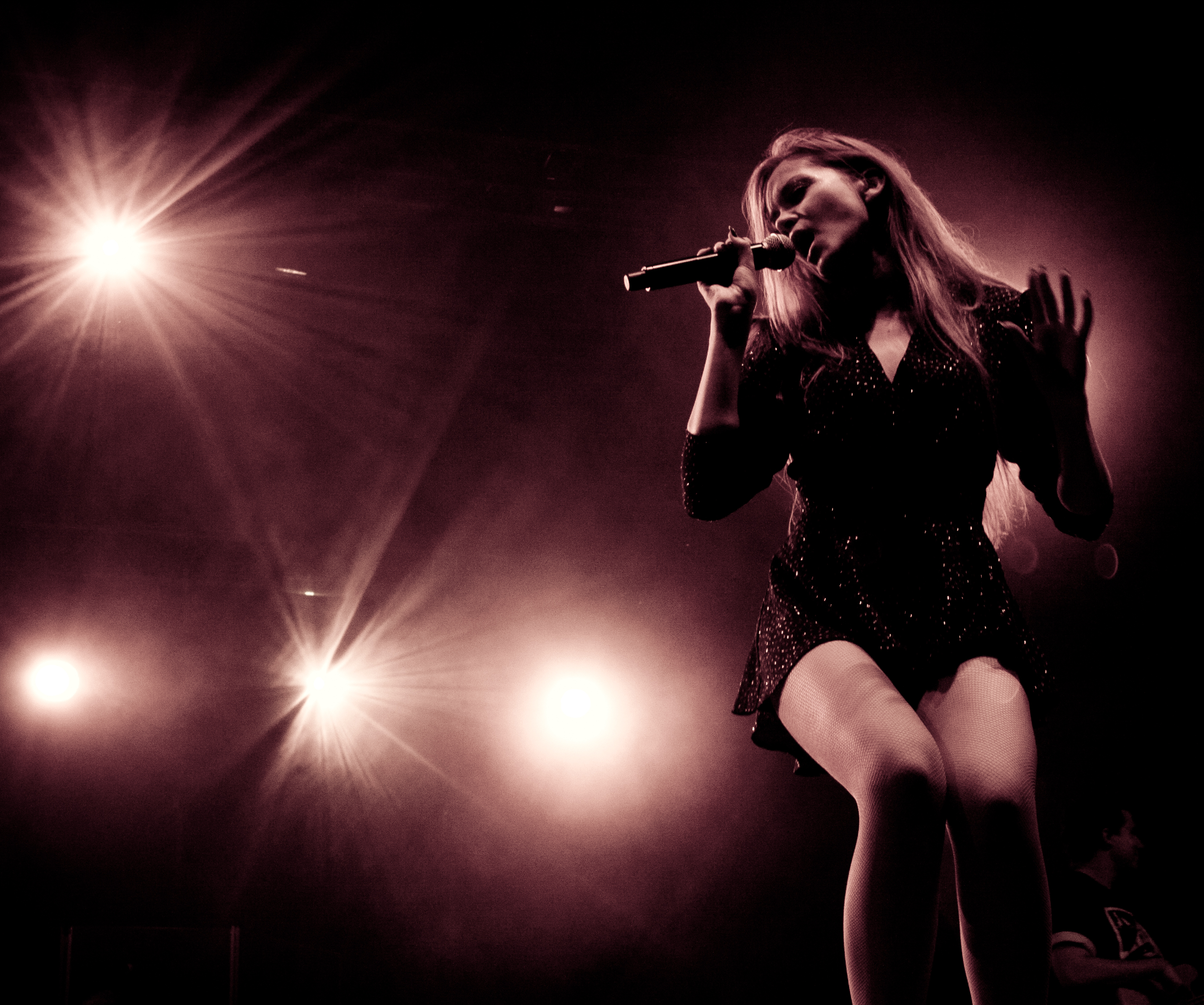
Dominika Gawęda podczas koncertu (2011)

W 2005 zespół intensywnie koncertował, także za granicą. Niedługo później grupę opuściła Tatiana Okupnik. Nową wokalistką została Dominika Gawęda, wybrana w drodze przesłuchań zwieńczonych finałem zorganizowanym w styczniu 2006 w programie Szansa na sukces. Jesienią ukazał się pierwszy album zespołu nagrany z Gawędą pt. Ovosho, który promowali singlami „Baby, Baby” i „My Road”. Krążek uzyskał status złotej płyty tydzień po premierze. W kwietniu 2008 wydali czwarty album studyjny pt. Four Seasons, który promowali utworem „Czas nie będzie czekał”. Piosenka trafiła na pierwsze miejsca radiowych list przebojów.
1 kwietnia 2011 wydali piąty album studyjny pt. DaDa, będący nową propozycją w repertuarze zespołu. Płytę promowali singlami „Noheo”, „Matahari”, „DaDa”, „Wina” i „Buena”, który nagrali z gościnnym udziałem kubańskich wokalistów i muzyków Reinaldo Ceballo i Renell Valdes Cepero oraz rapera Drao Dee. Utwór odniósł sukces na polskich listach przebojów. W październiku 2011 krążek osiągnął status platynowej płyty. Z tej okazji zespół wydał platynową reedycję albumu, na której umieścił akustyczne wersje pięciu piosenek z ostatniej płyty, a także utwór „Freedom” nagrany ku czci Fridy Kahlo oraz nową wersję przeboju „Angel” z repertuatu Sarah McLachlan.
W 2013 świętowali 15-lecie funkcjonowania na scenie muzycznej. W listopadzie 2014 wydali kolejny album studyjny pt. Freshair, który promowali singlami „Zapamiętaj”, „Cat” i „To Ty”. 3 listopada 2017 zaprezentowali singiel „Między nami”, a w czerwcu 2018 – „Niebo”, którym zapowiadali nowy album pt. Double Soul, wydany 24 sierpnia. 15 sierpnia wystąpili w ramach festiwalu Top of the Top Sopot Festival, wykonując krótki recital z okazji 20-lecia pracy artystycznej. 15 września 2019 zasiedli w jury drugiego półfinału programu Szansa na sukces. Eurowizja Junior 2019, wyłaniającego reprezentanta Polski w 17. Konkursie Piosenki Eurowizji dla Dzieci odbywającym się w Gliwicach. 19 lutego 2022 wystąpili gościnnie w programie Tu bije serce Europy! Wybieramy hit na Eurowizję!. 1 czerwca 2025 zmarł perkusista zespołu Łukasz Moszczyński.

## Dyskografia
Albumy studyjne
| Tytuł                                  | Dane dot. albumu                                                                             | Pozycja na liście | Sprzedaż        | Certyfikat             |
| Tytuł                                  | Dane dot. albumu                                                                             | POL               | Sprzedaż        | Certyfikat             |
| -------------------------------------- | -------------------------------------------------------------------------------------------- | ----------------- | --------------- | ---------------------- |
| Fanaberia                              | - Data: 20 maja 2002 - Wydawca: EMI Music Poland - Format: CD, digital download              | 3                 | - POL: 70 tys.+ | - POL: platynowa płyta |
| Demi-sec                               | - Data: 8 grudnia 2003 - Wydawca: EMI Music Poland - Format: CD, digital download            | 3                 | - POL: 35 tys.+ | - POL: złota płyta     |
| Ovosho                                 | - Data: 18 września 2006 - Wydawca: EMI Music Poland - Format: CD, digital download          | 10                | - POL: 15 tys.+ | - POL: złota płyta     |
| Four Seasons                           | - Data: 14 kwietnia 2008 - Wydawca: QL Music - Format: CD, digital download                  | 4                 |                 |                        |
| DaDa                                   | - Data: 28 marca 2011 - Wydawca: Universal Music Polska - Format: CD, digital download       | 7                 | - POL: 30 tys.+ | - POL: platynowa płyta |
| Freshair                               | - Data: 12 listopada 2014 - Wydawca: Universal Music Polska - Format: CD, digital download   | –                 |                 |                        |
| Double Soul                            | - Data: 24 sierpnia 2018 - Wydawca: Universal Music Polska - Format: CD, digital download    | 13                |                 |                        |
| Koncert Świąteczny: Blue Café i goście | - Data: 27 listopada 2020 - Wydawca: Warner Music Poland - Format: CD, DVD, digital download | 40                |                 |                        |
| Jazz Night                             | - Data: 2 grudnia 2022 - Wydawca: Warner Music Poland - Format: CD, DVD, digital download    | 49                |                 |                        |
| „–” album nie był notowany.            |                                                                                              |                   |                 |                        |

Single
| Tytuł                                                    | Rok  | Pozycje na listach | Pozycje na listach | Pozycje na listach | Pozycje na listach | Pozycje na listach | Pozycje na listach | Pozycje na listach | Certyfikat         | Album                                  |
| Tytuł                                                    | Rok  | POL                | 30 ton             | RMF                | LP3                | SLiP               | RDN                | WiR                | Certyfikat         | Album                                  |
| -------------------------------------------------------- | ---- | ------------------ | ------------------ | ------------------ | ------------------ | ------------------ | ------------------ | ------------------ | ------------------ | -------------------------------------- |
| „Español”                                                | 2001 | –                  | –                  | 3                  | –                  | –                  | –                  | –                  |                    | Fanaberia                              |
| „Łap mnie bejbe”                                         | 2002 | –                  | –                  | –                  | –                  | –                  | –                  | 5                  |                    | Fanaberia                              |
| „I’ll Be Waiting”                                        | 2002 | –                  | 8                  | –                  | –                  | –                  | –                  | –                  |                    | Fanaberia                              |
| „Kochamy siebie”                                         | 2002 | –                  | 6                  | –                  | 38                 | –                  | –                  | –                  |                    | Fanaberia                              |
| „You May Be in Love”                                     | 2003 | –                  | 1                  | 1                  | 1                  | 5                  | –                  | 1                  |                    | Fanaberia                              |
| „Do nieba, do piekła”                                    | 2003 | –                  | 28                 | 1                  | 2                  | 46                 | –                  | 1                  |                    | Demi-sec                               |
| „Love Song”                                              | 2004 | –                  | 2                  | –                  | –                  | –                  | –                  | 1                  |                    | Demi-sec                               |
| „Złość”                                                  | 2004 | –                  | –                  | –                  | –                  | –                  | –                  | 3                  |                    | Demi-sec                               |
| „Baby, Baby”                                             | 2006 | –                  | 4                  | 1                  | 43                 | 6                  | –                  | –                  |                    | Ovosho                                 |
| „My Road”                                                | 2006 | –                  | 10                 | 1                  | –                  | 26                 | –                  | –                  |                    | Ovosho                                 |
| „Another Girl”                                           | 2007 | –                  | 18                 | 1                  | –                  | –                  | 14                 | –                  |                    | Ovosho                                 |
| „Amsterdam”                                              | 2007 | –                  | –                  | –                  | –                  | –                  | –                  | 3                  |                    | Ovosho                                 |
| „Czas nie będzie czekał”                                 | 2008 | –                  | 6                  | 1                  | –                  | 11                 | 9                  | 3                  |                    | Four Seasons                           |
| „Niewiele mam”                                           | 2008 | –                  | 20                 | 1                  | –                  | –                  | –                  | 3                  |                    | Four Seasons                           |
| „Girl in Red”                                            | 2008 | –                  | –                  | 4                  | –                  | –                  | –                  | –                  |                    | Four Seasons                           |
| „DaDa”                                                   | 2011 | –                  | –                  | –                  | –                  | –                  | –                  | 8                  |                    | DaDa                                   |
| „Buena”                                                  | 2011 | 1                  | –                  | 1                  | –                  | 13                 | 4                  | –                  |                    | DaDa                                   |
| „Noheo”                                                  | 2011 | –                  | –                  | 1                  | –                  | 23                 | –                  | 1                  |                    | DaDa                                   |
| „Wina”                                                   | 2011 | –                  | –                  | 2                  | –                  | –                  | –                  | –                  |                    | DaDa                                   |
| „Matahari”                                               | 2012 | –                  | –                  | –                  | –                  | –                  | –                  | –                  |                    | DaDa                                   |
| „Dendix”                                                 | 2013 | –                  | –                  | 6                  | –                  | –                  | –                  | 4                  |                    | –                                      |
| „Zapamiętaj”                                             | 2014 | 8                  | –                  | 2                  | –                  | 17                 | –                  | 9                  |                    | Freshair                               |
| „Cat”                                                    | 2015 | –                  | –                  | –                  | –                  | –                  | –                  | –                  |                    | Freshair                               |
| „To Ty”                                                  | 2015 | –                  | –                  | 5                  | –                  | 18                 | –                  | –                  |                    | Freshair                               |
| „Między nami”                                            | 2017 | 30                 | –                  | –                  | –                  | 49                 | –                  | 1                  |                    | Double Soul                            |
| „Niebo”                                                  | 2018 | –                  | –                  | –                  | –                  | 47                 | –                  | 2                  |                    | Double Soul                            |
| „Reflection”                                             | 2018 | –                  | –                  | –                  | –                  | –                  | –                  | –                  | - POL: złota płyta | Double Soul                            |
| „Talk to Me Now”                                         | 2019 | –                  | –                  | –                  | –                  | 50                 | –                  | –                  |                    | Double Soul                            |
| „Have Yourself a Merry Little Christmas”                 | 2020 | –                  | –                  | –                  | –                  | –                  | –                  | –                  |                    | Koncert Świąteczny: Blue Café i goście |
| „Nibylandia”                                             | 2022 | –                  | –                  | –                  | –                  | –                  | –                  | –                  |                    | –                                      |
| „Inna”                                                   | 2025 | –                  | –                  | –                  | –                  | –                  | –                  | –                  |                    | TBA                                    |
| „–” oznacza, że singel nie był notowany na danej liście. |      |                    |                    |                    |                    |                    |                    |                    |                    |                                        |

## Nagrody i nominacje
| Rok  | Nagroda                                       | Kategoria                   | Rezultat  |
| ---- | --------------------------------------------- | --------------------------- | --------- |
| 2011 | OGAE Video Contest 2011 – reprezentant Polski | Teledysk („Buena”)          | Nominacja |
| 2012 | Superjedynki                                  | Zespół roku                 | Wygrana   |
| 2015 | Superjedynki                                  | SuperPrzebój („Zapamiętaj”) | Nominacja |
| 2015 | Superjedynki                                  | SuperZespół                 | Nominacja |
| 2015 | Superjedynki                                  | SuperShow                   | Wygrana   |